# Langstaartlijster
De langstaartlijster (Zoothera dixoni) is een zangvogel uit de familie Turdidae (lijsters).

## Verspreiding en leefgebied
Deze soort komt voor van Tibet tot Thailand.